# Équipe de Belgique de football en 1945
Maillots
Chronologie
Saison précédente Saison suivante
Après qu'une rencontre entre les plats pays prévue début avril fut d'abord reportée puis finalement annulée, l'équipe de Belgique de football ne dispute que deux rencontres en 1945 lors de sa première année après le conflit mondial pour une victoire et une défaite, assez surprenante de surcroît.

## Résumé de la saison
Le premier match officiel de l'année pour l'équipe belge déboucha sur une énorme surprise puisqu'elle fut battue sévèrement (4-1) par le Luxembourg en déplacement au Grand-Duché. Une déconvenue d'autant plus étonnante que jusqu'alors ce sont les aspirants belges qui avaient le plus souvent pris la mesure de leurs modestes voisins. C'est d'ailleurs encore aujourd'hui la seule défaite face aux Lions Rouges.
Celle-ci allait amorcer le glas qui devait bientôt sonner pour François Demol, l'ex-Unioniste et précurseur du professionnalisme belge au Racing de Tirlemont, à l'arrivée quelques mois plus tard de Bill Gormlie. Fin tacticien, il fut le second entraîneur, après Jack Butler, à avoir marqué de son empreinte le football belge.
En décembre, la Belgique remporte à Bruxelles la revanche du « match sympathique  » contre la France (2-1), grâce à un doublé de François Sermon.
Le programme de reprise des rencontres internationales en resta là cette année, l'Europe entamait à peine sa reconstruction et les déplacements étaient homériques vu l'état déplorable des moyens de transport et des voies de communications. La priorité était évidemment ailleurs qu'à l'organisation de parties de football.

## Les matchs
| Match amical                                                 | Luxembourg                         | 4 - 1   | Belgique    | Stade Municipal "Neie Stadion" Luxembourg-Ville, Grand-Duché de Luxembourg |                                                      |
| 13 mai 1945 · 15:00 heure locale · Historique des rencontres | Mart 5e 46e · Libar 39e · Kemp 71e | (2 – 0) | Gillaux 86e | Spectateurs : 12 000 Arbitrage : Charles de la Salle                       | Spectateurs : 12 000 Arbitrage : Charles de la Salle |
| 13 mai 1945 · 15:00 heure locale · Historique des rencontres | Rapport                            |         |             | Spectateurs : 12 000 Arbitrage : Charles de la Salle                       | Spectateurs : 12 000 Arbitrage : Charles de la Salle |

| Match amical                                                      | Belgique       | 2 - 1   | France    | Stade Oscar Jean Bossaert Molenbeek-Saint-Jean, Belgique |                                                        |
| 15 décembre 1945 · 15:00 heure locale · Historique des rencontres | Sermon 19e 33e | (2 – 0) | Aston 77e | Spectateurs : 23 576 Arbitrage : Aad van Welzenes (nl)   | Spectateurs : 23 576 Arbitrage : Aad van Welzenes (nl) |
| 15 décembre 1945 · 15:00 heure locale · Historique des rencontres | Rapport        |         |           | Spectateurs : 23 576 Arbitrage : Aad van Welzenes (nl)   | Spectateurs : 23 576 Arbitrage : Aad van Welzenes (nl) |

## Les joueurs
| Joueurs                   | Joueurs                  | Amical | Amical |
| ------------------------- | ------------------------ | ------ | ------ |
| Gardiens de but           |                          |        |        |
| Henri Meert               | RSC Anderlechtois        | 90     | r      |
| François Daenen           | Royal Tilleur FC         | r      | 90     |
| Défenseurs                |                          |        |        |
| Robert Gérard             | RCS Schaerbeek           | 90     |        |
| Joseph Pannaye            | Royal Tilleur FC         | 90     | 90     |
| Antoine Puttaert          | Union Saint-Gilloise     | 90     | 90     |
| Fernand Massay            | Standard de Liège        | 90     |        |
| Robert Paverick           | Royal Antwerp FC         |        | 90     |
| Maurice Berloo            | ARA La Gantoise          |        | r      |
| Adolf De Buck             | SC Eendracht Alost       |        | r      |
| Milieux                   |                          |        |        |
| Marcel Vercammen          | K Lyra                   | 90     | 90     |
| Arsène Festraets          | RFC Liégeois             | r      |        |
| René De Vos               | R Beerschot AC           |        | 90     |
| Attaquants                |                          |        |        |
| Victor Lemberechts        | RFC Malinois             | 90     | 90     |
| Henri Coppens             | RFC Malinois             | 90     | r      |
| Léon Gillaux              | R Charleroi SC           | 90 ,   | 90     |
| Désiré Van Den Audenaerde | Royal Antwerp FC         | 90     | 90     |
| Fernand Buyle             | Daring Club de Bruxelles | 90     |        |
| Jozef Melis               | ARA La Gantoise          | r      |        |
| Fernand Voussure          | Racing Club de Bruxelles | r      |        |
| Jef Mermans               | RSC Anderlechtois        |        | 90     |
| François Sermon           | RSC Anderlechtois        |        | 90 ,   |

Un « r » indique un joueur qui était parmi les remplaçants mais qui n'est pas monté au jeu.
1. 1 2 3 4 5 6 7 8  Première sélection officielle pour le joueur.
2. 1 2 3  Dernière sélection officielle pour le joueur.
3. 1 2  Premier but officiel pour le joueur.

## Sources